# روبرت شو (محامي)
روبرت شو (بالإنجليزية: Robert Shaw)‏ هو قاضي ومحامي أمريكي، ولد في 22 مايو 1907 في جيرسي سيتي في الولايات المتحدة، وتوفي في 9 يوليو 1972 في مونتكلير ‏ في الولايات المتحدة.